# Czerwony Dwór (Kowale Oleckie)
Czerwony Dwór (deutsch Rothebude) ist ein Ort in der polnischen Woiwodschaft Ermland-Masuren, der zur Landgemeinde Kowale Oleckie (Kowahlen, 1938–1945 Reimannswalde) im Kreis Olecko (Oletzko / Treuburg) gehört.

## Lage
Czerwony Dwór liegt im Nordosten der Woiwodschaft Ermland-Masuren an der Nordspitze des Jezioro Szwałk Wielki (Großer Schwalgsee) im Osten des Borkener Forsts (auch: Borker Heide, polnisch: Puszcza Borecka). Die einstige Kreisstadt Goldap (polnisch: Gołdap) liegt 21 km nördlich, die jetzige Kreisstadt Olecko (Marggrabowa, 1928–1945 Treuburg) 22 km südwestlich.

## Geschichte

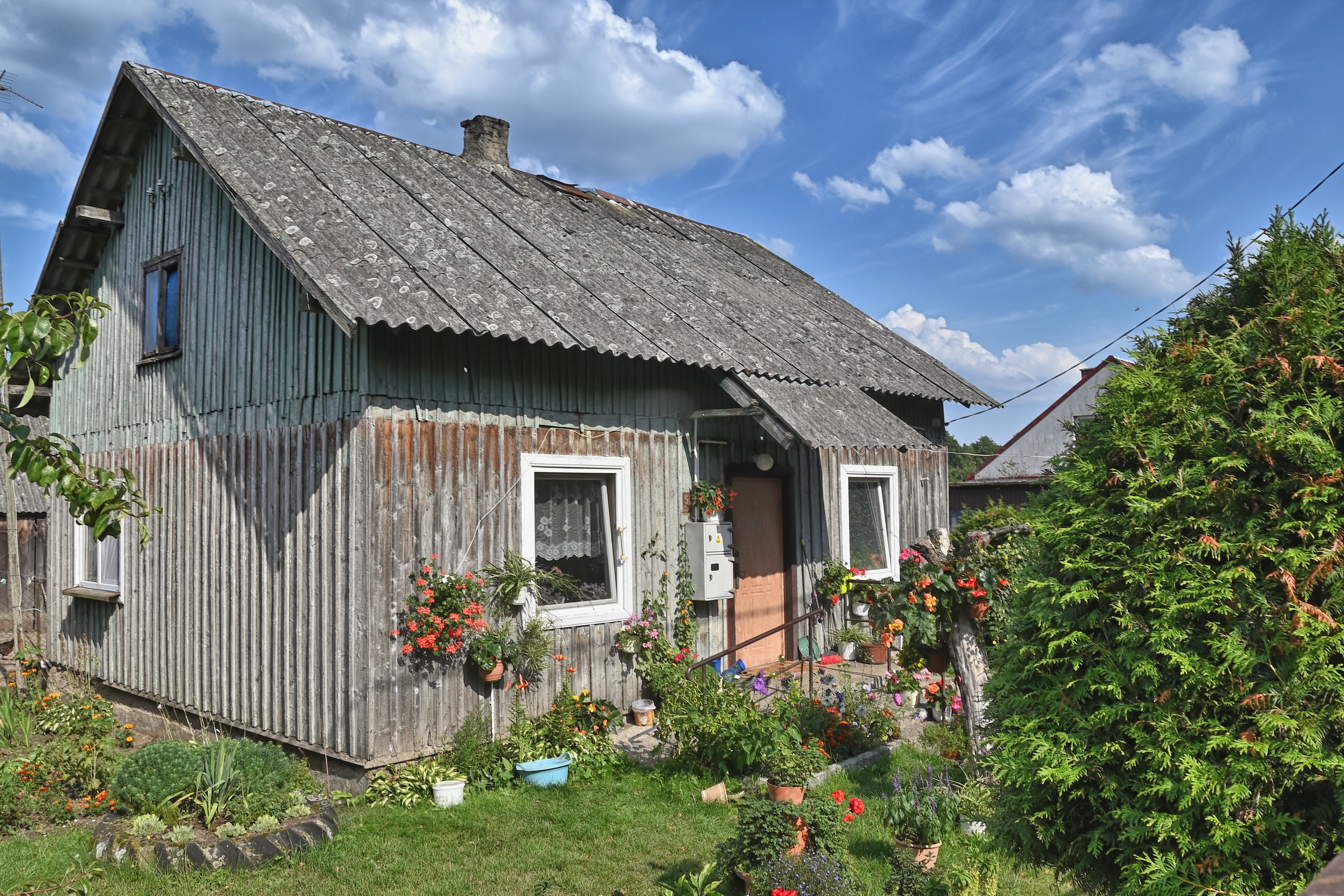
Holzhaus in Czerwony Dwor

Der kleine Ort, der später durch sein Forstamt und die Oberförsterei Bedeutung gewann, wurde vor 1742 gegründet. Bis 1750 hieß er Rothe Heide, nach 1785 Rothenbude, nach 1818 Rotebude und dann bis 1945 Rothebude.
Am 18. März 1874 wurde der Amtsbezirk Forstrevier Rothebude gebildet, der am 28. Februar 1935 in Amtsbezirk Rothebude umbenannt wurde und zeit seines Bestehens zum Kreis Goldap im Regierungsbezirk Gumbinnen der preußischen Provinz Ostpreußen gehörte.
Die Landgemeinde Rothebude verzeichnete 76 Einwohner im Jahr 1910, der Gutsbezirk Oberförsterei Rothebude im gleichen Jahre 33. Ihre Zahl betrug im Jahr 1933 insgesamt 124 und im Jahr 1939 bereits 155.
In Kriegsfolge kam Rothebude 1945 mit dem gesamten südlichen Ostpreußen zu Polen und erhielt die polnische Ortsbezeichnung Czerwony Dwór, was „Roter Hof“ bedeutet. Heute ist Czerwony Dwór eine Ortschaft im Verbund der Landgemeinde Kowale Oleckie im Powiat Olecki, bis 1998 der Woiwodschaft Suwałki, seither der Woiwodschaft Ermland-Masuren zugehörig.

### Amtsbezirk Forstrevier Rothebude / Rothebude (1874–1945)
Zum einst Königliches Forstrevier Rothebude genannten Amtsbezirk und dem späteren Amtsbezirk Rothebude gehörten drei Ortsbezirke, die im Laufe der Zeit untereinander strukturell verändert wurden:
| Name                                      | Bemerkungen                                                                                      |
| ----------------------------------------- | ------------------------------------------------------------------------------------------------ |
| Gutsbezirk Heydtwalde, Forst              | 1929 in den neu geschaffenen Gutsbezirk „Borker Heide, Anteil Kreis Goldap, Forst“ eingegliedert |
| Gutsbezirk Rothebude, Forst/Oberförsterei | 1929 in den Gutsbezirk „Borker Heide, Anteil Kreis Goldap, Forst“ eingegliedert                  |
| Landgemeinde Rothebude                    |                                                                                                  |

Am 14. Oktober 1931 wurde das 1930 erbaute Forstsekretärsgehöft Waldkater (polnisch Leśny Zakątek) aus dem Gutsbezirk Borker Heide (Goldap-Anteil) in die Landgemeinde Rothebude umgegliedert. Am 19. Mai 1933 erfolgte eine ebensolche Umgliederung des 1931 erbauten Hilfsförsterdienstgehöfts Theerofen (polnisch Koniszki) in die Landgemeinde Kalniszki (Kallnischken, 1938–1945 Kunzmannsrode). Am 1. Oktober 1944 bildeten den Amtsbezirk Rothebude: die Gemeinden Kunzmannsrode (teilweise) und Rothebude sowie der Gutsbezirk Borker Heide, Anteil Kreis Goldap, Forst.

### Schulzenamt (Sołectwo) Czerwony Dwór
Czerwony Dwór ist Sitz eines Schulzenamtes, dem acht Orte bzw. Ortschaften (Forstämter) zugeordnet sind:
| Name          | Deutscher Name                            |
| ------------- | ----------------------------------------- |
| Borki         | Borken                                    |
| Czerwony Dwór | Rothebude                                 |
| Dunajek       | Duneyken, Forst 1938–1945 Duneiken, Forst |
| Główka        |                                           |
| Koniszki      | Theerofen                                 |
| Leśny Zakątek | Waldkater                                 |
| Rogojni       | Rogonnen                                  |
| Wierzbianki   | Wiersbianken 1938–1945 Lichtenhain        |

## Religion
Evangelischerseits war Rothebude vor 1945 in das Kirchspiel der Kirche zu Grabowen (1938–1945 Arnswald, polnisch Grabowo) eingepfarrt, die zum Kirchenkreis Goldap in der Kirchenprovinz Ostpreußen der Evangelischen Kirche der Altpreußischen Union gehörte. Die katholischen Kirchenglieder waren zur Pfarrkirche in Goldap im damaligen Bistum Ermland hin orientiert.
Eine neu errichtete Kirche in Czerwony Dwór, die als Filialkirche zur neu gebildeten Pfarrei in Cichy (Czychen, 1938–1945 Bolken) im Bistum Ełk der Katholischen Kirche in Polen gehört, ist nunmehr Gotteshaus der Katholiken. Die evangelischen Kirchenglieder gehören jetzt nach Gołdap, wo die Kirche eine Filialkirche der Pfarrei in Suwałki in der Diözese Masuren der Evangelisch-Augsburgischen Kirche in Polen ist.

## Verkehr
Czerwony Dwór bildet einen Kreuzungspunkt für mehrere Nebenstraßen, von denen die Verbindungsstraße von Kowale Oleckie (Kowahlen, 1938–1945 Reimannswalde) über Leśny Zakątek (Waldkater) und Kruklanki (Kruglanken) nach Spytkowo (Spirgsten) die bedeutendere ist. Sie verbindet zugleich zwei Nord-Süd-Verkehrsachsen: die Landesstraße DK 65 (einstige deutsche Reichsstraße 132) und die Landesstraße DK 63 (Reichsstraße 131).
Innerorts treffen zwei Nebenstraßen auf die Hauptstraße: aus nordwestlicher Richtung von Boćwinka (Alt Bodschwingken, 1938–1945 Alt Herandstal) und der Woiwodschaftsstraße DW 650 (Reichsstraße 136) sowie aus südöstlicher Richtung von Cichy (Czychen, 1938–1945 Bolken).
Eine Bahnanbindung besteht nicht.

## Söhne und Töchter der Gemeinde
- Baldur Beyer (1936–2021), Sportlehrer in Mecklenburg, Vater des Alphorns in Norddeutschland